# Ведрука (Пайде)
Ве́друка (ест. Vedruka küla) — село в Естонії, у міському самоврядуванні Пайде повіту Ярвамаа.

## Населення
Чисельність населення на 31 грудня 2011 року становила 20 осіб.

## Історія
З 7 травня 1992 до 25 жовтня 2017 року село входило до складу волості Роосна-Алліку.